# Dáinsleif
Dáinsleif (legado de Dáinn) es la espada del rey Högni, de acuerdo con lo que relata Snorri Sturluson de la batalla conocida como Hjaðningavíg.
Cuando Heðinn le ofrece una compensación en oro por haber raptado a su hija, Högni contesta:

Has hecho esta oferta demasiado tarde, si querías la paz: ahora he desenvainado Dáinsleif, que hicieron los enanos, y que debe provocar la muerte de un hombre cada vez que queda su hoja desnuda, jamás falla en su golpe; además, las heridas que provoca jamás curan.
Skáldskaparmál, capítulo 50, Edda prosaica.